# Польче (Радовлиця)
Польче (словен. Poljče) — поселення в общині Радовлиця, Горенський регіон, Словенія. Висота над рівнем моря: 554,9 м.